# Dubbelörn

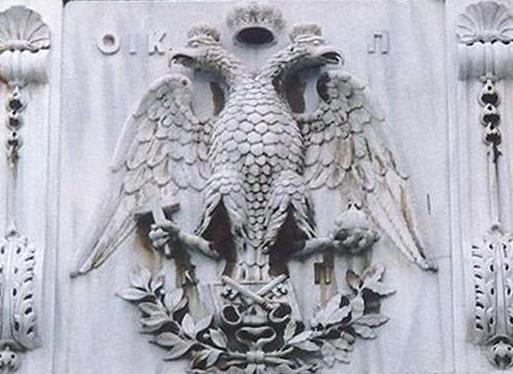
Bysantinska rikets dubbelörnemblem.

Dubbelörnen, en fläkt örn med två huvuden, är en vanlig symbol i heraldik och vexillologi.
Dubbelörnen blev i Bysantinska (Östromerska) riket en symbol för kejsarmakten, där de två huvudena ansågs representera Romarrikets båda kejsartroner, med Konstantinopel som Romarrikets östra del. De ryska kejsarna övertog symbolen både för att framstå som efterföljare till det bysantinska riket och för att symbolisera deras herravälde över både Väster- (Europa) och Österlandet (Asien). Också i Tyskromerska riket användes dubbelörnen som kejsarsymbol och fördes sedan vidare av Österrike så länge det var kejsardöme.
Flera länder i sydöstra Europa använder dubbelörnen i sina rikssymboler idag, efter att direkt eller indirekt ha tagit över den från Bysantinska riket.

Serbiens riksvapen

## På statsvapen och flaggor
Dubbelörnen finns med på följande nuvarande och tidigare länders statsvapen:
- Albanien
- Bysantinska riket
- Kungariket Jugoslavien
- Kungariket Serbien
- Montenegro
- Ryska federationen
- Ryska kejsardömet
- Serbien
- Serbien och Montenegro/Jugoslavien
- Österrike (före 1918)

Den finns också med på följande länders flaggor:
- Albanien
- Montenegro
- Serbien

Dubbelörnen finns även med på flaggan för Greklands ortodoxa kyrka.

## Ursprung
Dubbelörnar har funnits i många hundra år. En bild av en tvehövdad kvinna från 6000 f. Kr. upptäcktes i Çatalhöyük (Turkiet), en av världens äldsta städer. Dubbelörnar har även hittats i hettitiska städer i anatolien. Ett sigill med en dubbelörn med utsträckta vingar har hittats i staden. Sigillet kommer förmodligen från 1750-1715 f. Kr., och har använts av handelsmän. Symbolen finns också i regionen i två monumentala former: i Alaça Hüyük (runt 1400 f. Kr.) och i Yazilikaya (före 1250 f. Kr.). Här är sammanhanget annorlunda, och dubbelörnen har blivit en religiös symbol. Örnen försvinner långsamt tillsammans med hettiterna, och är helt borta vid 600-talet f. Kr.

Lübeck-dubbelörnen

## Bysantinska riket
De bysantinska kejsarna använde dubbelörnen som en symbol för styrka och självständighet, och ville med detta även uttrycka önskemål om ett återförenat Romarrike. Dubbelörnen blev populär i det bysantinska riket och det var troligtvis Teodor II Lascaris, kejsare mellan 1254 och 1258, som valde dubbelörnen för att symbolisera sin världsliga och andliga överhöghet.

## Seldjukerna
Den blev symbolen för seldjukerna i Rum i och med kröningen av Tougroul ("Örnen") Beg vid Mousul år 1058 som kung av Östern och Västern och användes mycket efter det. När seldjukerna erövrade Anatolien och skapade sultanatet Rum, med Nicaea (idag Iznik i Turkiet) som sin huvudstad, och sedan Konya, använde sultanerna av Konya Alaeddin Keykübad (1219-1236) och hans son Keyhusrem II (1236-1246) dubbelörnar som emblem på många olika föremål. Turkomanerna, som styrde delar av Anatolien under 1200-talet, ärvde den från seldjukerna. 

## Nya tidens Europa
Från det bysantinska riket övertogs dubbelörnen av Ryssland och flera Balkanländer, och den blev även symbol för Österrike-Ungern och flera tyska adelsfamiljer. I Ryssland, Österrike-Ungern, Serbien och Montenegro symboliserade den de kejserliga och kungliga familjerna (Romanov, Habsburg, Karađorđević, Obrenović respektive Petrović-Njegoš).
I Ryssland och Serbien återupptog man dubbelörnen som symbol på 1990-talet, efter att den hade varit avskaffad under den kommunistiska tiden. Österrike och Tyskland använder numera örnar med ett huvud.

## Galleri

Flagga som användes av Grekisk-ortodoxa kyrkan
Rysslands riksvapen
Toledo-dubbelörnen
Österrike-Ungerns riksvapen